# Broholmer

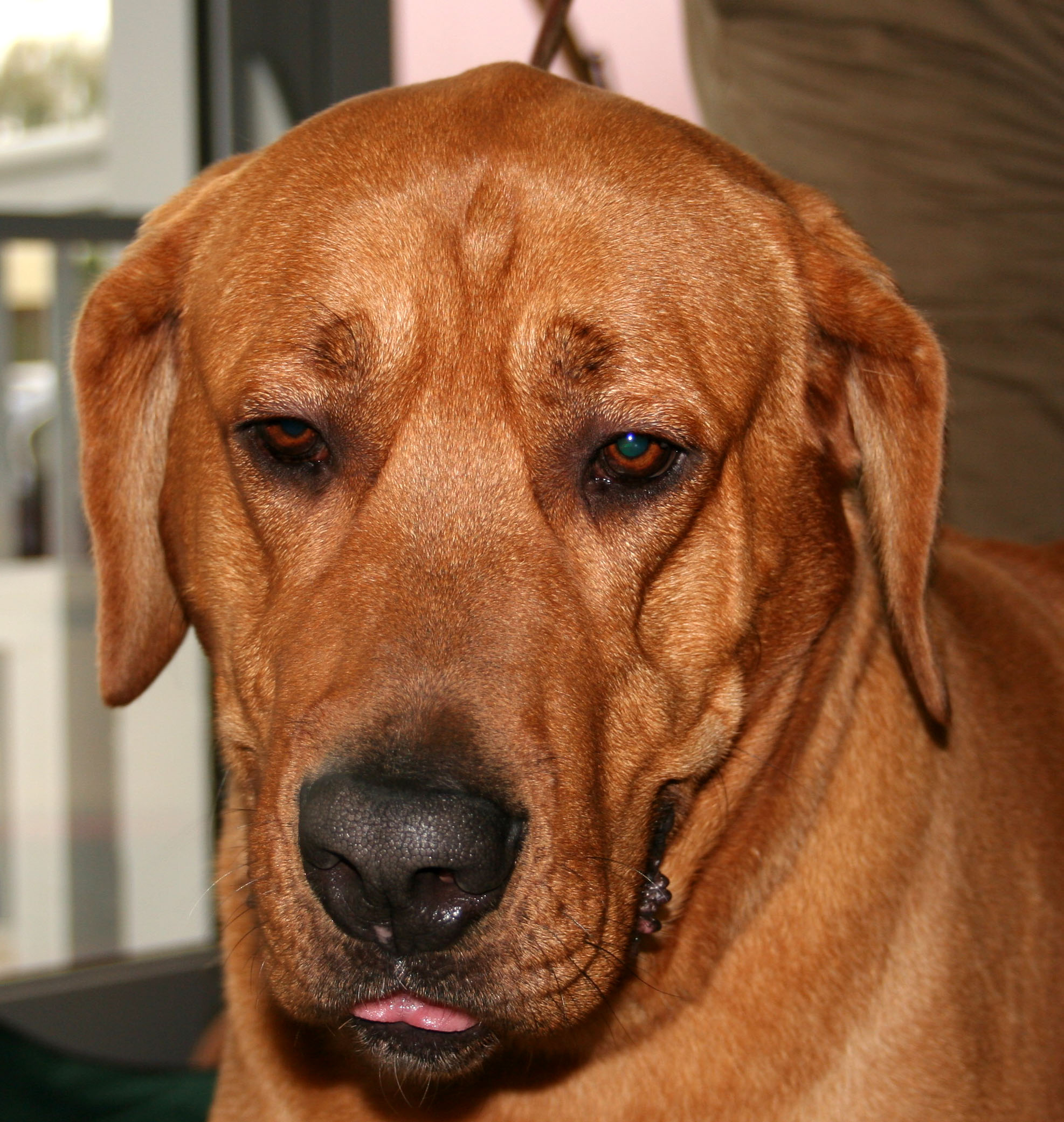
Głowa broholmera

Broholmer – rasa psa zaliczana do grupy molosów w typie mastifa, wyhodowana w średniowiecznej Danii jako psy do polowania i stróżowania, wymarła w pierwszej połowie XX wieku, następnie została zrekonstruowana przez odpowiednią hodowlę. Użytkowana jest jako pies do towarzystwa, pies stróżujący i obronny.

## Rys historyczny
Przodkami broholmerów mogły być molosy przywiezione do Danii z terenów Brytanii przez wikingów lub były nimi psy pochodzące z terenów Imperium Karolińskiego od psów rzymskich zwanych canes pugnaces. Prace archeologiczne prowadzone na Grenlandii, w Norwegii oraz na wyspie Fyn wykazały, że na tamtejszych terenach, w dawnych osadach wikingów hodowano psy w typie molosa. Dowodem na istnienie w tamtejszych rejonach od czasów średniowiecza psów molosowatych był także szwedzki dalbohund, który wyginął pod koniec XIX wieku. Te skandynawskie zwierzęta były wykorzystywane przez człowieka głównie jako psy stróżujące dobytku i zwierząt hodowlanych, brały także udział w polowaniach na grubą zwierzynę.
Trudno jest ustalić, czy broholmer jest spokrewniony z dogiem niemieckim, czy jest jego przodkiem. W okresie średniowiecza, kiedy spadło zapotrzebowanie na psy myśliwskie, mieszano psy w typie dogowatym z psami rzeźnickimi (zaganiającymi zwierzęta rzeźne na miejsce ich sprzedaży) bullenbeisser, aby zwiększyć masę tych zwierząt i walory reprezentacyjne. Silnie zbudowane psy dworskie występowały w połowie XVI wieku, podczas panowania królów z dynastii Oldenburgów. Do szczególnego rozwinięcia hodowli masywnych psów duńskich przyczynił się głównie Fryderyk VI.
W 1850 r. nadworny łowczy hrabia Niels Frederik Sehested rozpoczął poszukiwania odpowiednich reprezentantów w typie rasy oraz planowaną jej hodowlę. Nazwa rasy wzięła się od zamku Broholm – posiadłości hrabiego, znajdującej się na wyspie Fionia. Hodowlę mastifów duńskich, prowadziło także zoo w Kopenhadze (1859–1929). Łącznie urodziło się tam około 200 szczeniąt, opisywanych jako osobniki jasne, ciężkie i masywne. Na początku XX wieku hodowano także czarne broholmery w Tivoli, w Kopenhadze. Preferowano tam osobniki u maszczeniu czarnym, ze względu na pełnione przez nie funkcje stróżująco-obronne.
Do roku 1983 cała populacja broholmerów, poddanych czystej hodowli od sześciu pokoleń, składała się w połowie z czarno umaszczonych osobników. Jednak w trakcie dalszych prac hodowlanych postanowiono, aby redukować udział tego rodzaju umaszczenia w hodowli. Do roku 1990 nie występowały już broholmery czarne w grupie psów hodowlanych, jednak już w siedem lat później, aby odtworzyć ten typ umaszczenia wprowadzono do hodowli domieszkę krwi czarnego mieszańca w typie molosa. Pierwszy miot powstały z krycia tym mieszańcem zawierał trzy czarne samce.
W 1886 roku został stworzony wzorzec rasy. Po wojnie rasę uznano za wymarłą. Od 1974 roku rasa jest rekonstruowana, utworzono specjalny Komitet ds. Ras Narodowych i Zapomnianych. W 1982 roku został wzorzec rasy zatwierdzony przez FCI, a od 2001 roku psy tej rasy można sprzedawać, z pewnymi ograniczeniami, do innych krajów.

## Klasyfikacja FCI
W klasyfikacji FCI rasa ta została zaliczona do grupy II – Pinczery, sznaucery, molosy i szwajcarskie psy do bydła, sekcja 2.1 – Molosy w typie mastifa. Psy tej rasy nie podlegają próbom pracy.

## Wygląd
Broholmer jest silnym i masywnym psem o prostokątnym formacie sylwetki. Ma dużą i szeroką głowę, z szyją o luźnej skórze na niezbyt rozbudowanym podgardlu. Istotną proporcją dla tej rasy jest ta sama długość czaszki i kufy. Linia grzbietu jest prosta, z wyraźnie zaznaczonym kłębem. Ogon jest noszony poniżej tej linii, bez tendencji do tworzenia się na jego końcu pióra.

### Szata i umaszczenie
- Szata jest krótka i twarda, z grubym podszerstkiem.
- Maść czarna lub płowa w różnych odcieniach, dopuszczalne białe znaczenia w okolicach piersi, ogona i na łapach.

## Zachowanie i charakter
Jest psem pojętnym i łatwo poddającym się szkoleniu. Nadaje się nawet dla początkującego właściciela. W stosunku do dzieci i innych zwierząt jest cierpliwy i opiekuńczy. Jest dość aktywny jak na molosa, wymaga sporo ruchu.

## Użytkowość
W przeszłości psy tej rasy były wykorzystywane w polowaniach na dziki. Aktualnie sprawdza się jako pies stróżujący i pies obronny.